# Маков, Борис Николаевич
Бори́с Никола́евич Ма́ков (9 марта 1917 — 3 ноября 2003) — советский учёный-физик.

## Биография
Работал в НИИ вакуумной техники (НИИВТ), с 1948 г. — в Курчатовском институте (первоначально — в отделе электрофизической аппаратуры).
Доктор физико-математических наук, старший научный сотрудник.
Жил в Москве, умер 3 ноября 2003 г.

## Научная деятельность
Используя опыт работы с П. М. Морозовым, создал источник многозарядных ионов, использованный Г. Н. Флёровым в синтезе далеких трансуранов.
Разработал способ обнаружения вражеских плавучих мин, благодаря чему советские корабли перестали терпеть многочисленные потери;
В 1953 году разработал источник многозарядных ионов, а по сути сделал неоспоримый решающий вклад в создание атомного оружия СССР и «ядерного щита», что впоследствии обеспечило мирное существование сверхдержав на долгие годы;
1954 г. — по н. в. — созданные Маковым Б. Н. источники многозарядных ионов, плазменные двигатели работают и используются как на циклотронах в лаборатории ядерных реакций в г. Дубне Московской области, так и в ускорителях ядерных частиц Франции, Японии и США;

## Научные труды
Опубликовал 60 научных работ, имеет 10 авторских свидетельств на изобретения.
Публикации:
- П. М. Морозов, Б. Н. Маков, М. С. Иоффе, Б. Г. Брежнев, Т. М. Фрадкин, Ионный источник для разделения стабильных изотопов // Труды 2 Международной Конференции по мирному использованию атомной энергии, Женева, Изд-во Иностр. Лит., М.: 1959, с.111-116.
- Ионный источник для разделения стабильных изотопов [Текст] / П. М. Морозов, Б. Н. Маков, М. С. Иоффе и др. — [Женева] : [б. и.], [1958]. — 7 с., 1 л. ил.; 28 см. — (Вторая Международная конференция Организации объединённых наций по применению атомной энергии в мирных целях; A/conf/15/P 2303. USSR).

## Награды и звания
- Сталинская премия (1953 год) — за разработку и внедрение в промышленность электромагнитного метода разделения изотопов и получение этим методом лития-6 (разработчик катодного блока ионных источников).
- Государственная премия СССР 1975 года (в составе коллектива) — за цикл работ «Синтез и изучение свойств ядер вблизи границы ядерной устойчивости».
- Орден Ленина (1953)[1].
- Медаль «За доблестный труд в Великой Отечественной войне 1941—1945 гг.».